# سيفيسو نلابو
سيفيسو نلابو (بالإنجليزية: Sifiso Nhlapo)‏ مواليد 13 مايو 1987 في سويتو، هو دراج جنوب أفريقي. شارك في دورة الألعاب الأولمبية الصيفية.

## روابط خارجية
- سيفيسو نلابو على موقع CycleBase (الإنجليزية)
- سيفيسو نلابو على موقع نتائج كأس العالم لسباقات دراجات (بي.أم.إكس) (الإنجليزية)
- سيفيسو نلابو على موقع اللجنة الأولمبية الدولية (الإنجليزية)
- سيفيسو نلابو على موقع أوليمبيديا (الإنجليزية)